# Киалимское водохранилище
Киали́мское водохранилище — водоём на границе Карабашского и Миасского городских округов (Челябинская область), созданный в 1979 году в месте впадения реки Индишта в реку Большой Киалим. Является гидрологическим памятником природы областного значения (c 1985)  Высота над уровнем моря — 328,5 м.
26 июля 2024 на Киалимском водохранилище прорвало земляную плотину, в результате поселок Киолим был затоплен, но пострадавших не было.

## География
Киалимское водохранилище находится в 8 км на юго-юго-запад от города Карабаш. Расположено в гористой местности, в лесной зоне. На северном берегу — гора Каменная, на южном — гора Голая. Водохранилище является источником питьевой воды для Карабаша. Площадь зеркала — 1,6 км². Объём — 6 млн м³. 
Длина земляной плотины — 545 м. Вода чистая, прозрачная, маломинерализованная.